# Reckenthal

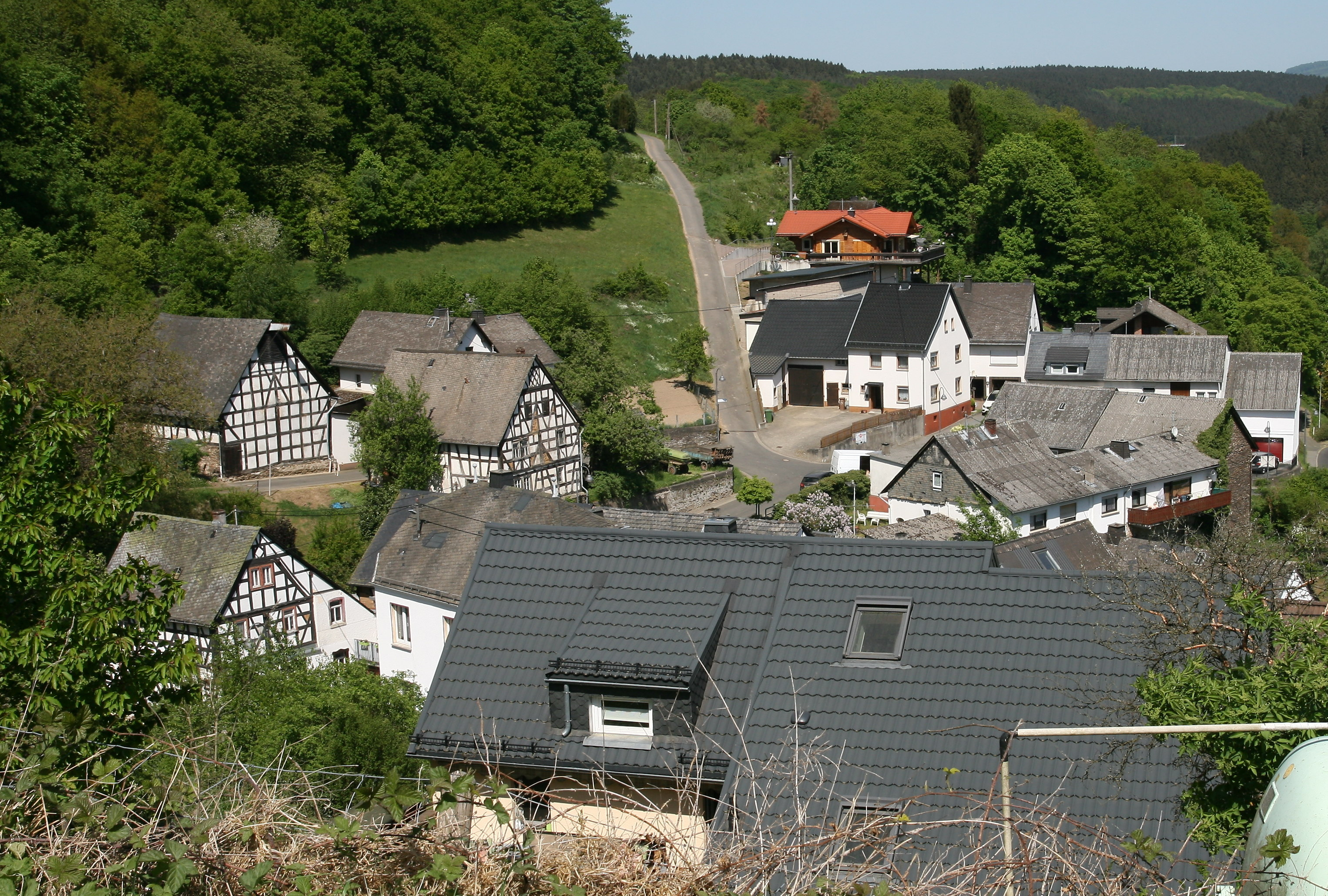
Der Dorfkern von Reckenthal mit Denkmalzone

Reckenthal (mundartlich „Reckedol“, auch „Reggedohl“) ist ein Stadtteil und ein Ortsbezirk von Montabaur im Westerwaldkreis in Rheinland-Pfalz. Der Ort war früher landwirtschaftlich geprägt, heute ist er ein Wohnort im Sinne einer Pendlergemeinde. Bis 1972 war Reckenthal eine eigenständige Gemeinde im damaligen Unterwesterwaldkreis.

## Geographie
Das Dorf Reckenthal liegt im Norden des westerwälder Teils des Naturparks Nassau auf einer Anhöhe rechts des Gelbachtals etwa vier Kilometer südöstlich der Innenstadt von Montabaur. Im Norden von Reckenthal liegt der Montabaurer Stadtteil Wirzenborn, im Osten die Ortsgemeinde Heilberscheid, im Süden der Stadtteil Bladernheim und im Westen die Ortsgemeinde Holler. Zum Ortsbezirk Reckenthal gehört auch der Wohnplatz Kurhotel Waldesruhe.

## Geschichte

### Mittelalter und kurtrierische Zeit
Reckenthal liegt im Gebiet des zwischen 930 und 959 erstmals beschriebenen Bannes und Kirchspiels Humbach (später Montabaur genannt). Die erste urkundliche Erwähnung des Ortes unter dem Namen „Reckindal“ erfolgte 1383, als die Ausstattung eines Altars in der Pfarrkirche von Montabaur beschrieben wurde.
Nach einem Verzeichnis aus dem Jahre 1548 bildeten die drei Ortschaften Bladernheim, Reckenthal (Reckendal) und Wirzenborn (Wirzendal) eine „Zeche“ (Verwaltungsbezirk) des kurtrierischen Amtes Montabaur. Die Verwaltung der „Zeche“ war einem vom Montabaurer Amtmann eingesetzten Heimburger übertragen. Die drei Dörfer hatten zusammen 19 Feuerstätten (Hofstellen). Dem Stift St. Florin in Koblenz waren jährlich sechs Malter Hafer abzugeben. Zwischen Reckenthal und Bladernheim war eine Mühle, die „Hannes Muel“ genannt wurde. Im Trierer Feuerbuch von 1563 werden für Reckenthal acht Feuerstellen angegeben. 1684 waren es ebenfalls acht, es wurden sechs trierische und drei nassauische Untertanen (Familien) gezählt.
Im Jahre 1786 hatte Reckenthal 62 Einwohner.

### Nassauische und preußische Zeit
Reckenthal gehörte bis zum Anfang des 19. Jahrhunderts zum rechtsrheinischen Teil von Kurtrier, der infolge des Reichsdeputationshauptschlusses 1803 dem Fürstentum Nassau-Weilburg zugeordnet wurde. Nach der Bildung des Rheinbundes gehörte Reckenthal von 1806 an zum Herzogtum Nassau. Unter der nassauischen Verwaltung war Reckenthal dem nassauischen Amt Montabaur und bis 1815 dem Regierungsbezirk Ehrenbreitstein danach dem Regierungsbezirk Wiesbaden zugeordnet.
Nach einer Statistik des Herzogtums Nassau aus dem Jahre 1843 hatte die Gemeinde Reckenthal 135 Einwohner, die mit 27 Familien in 22 Häusern lebten. Die Einwohner waren ausnahmslos katholisch.
1866 wurde das Herzogtum Nassau von Preußen annektiert. Die Gemeinde Reckenthal wurde 1867 Teil der preußischen Provinz Hessen-Nassau und gehörte zum damals neu gebildeten Unterwesterwaldkreis. 1946 wurde die Gemeinde Reckenthal Teil des Landes Rheinland-Pfalz.

### Eingemeindung
Im Rahmen der Mitte der 1960er Jahre begonnenen rheinland-pfälzischen Kommunalreform wurde die bis dahin eigenständige Gemeinde Reckenthal zum 22. April 1972 mit 121 Einwohnern in die Stadt Montabaur eingemeindet.

### Kirche

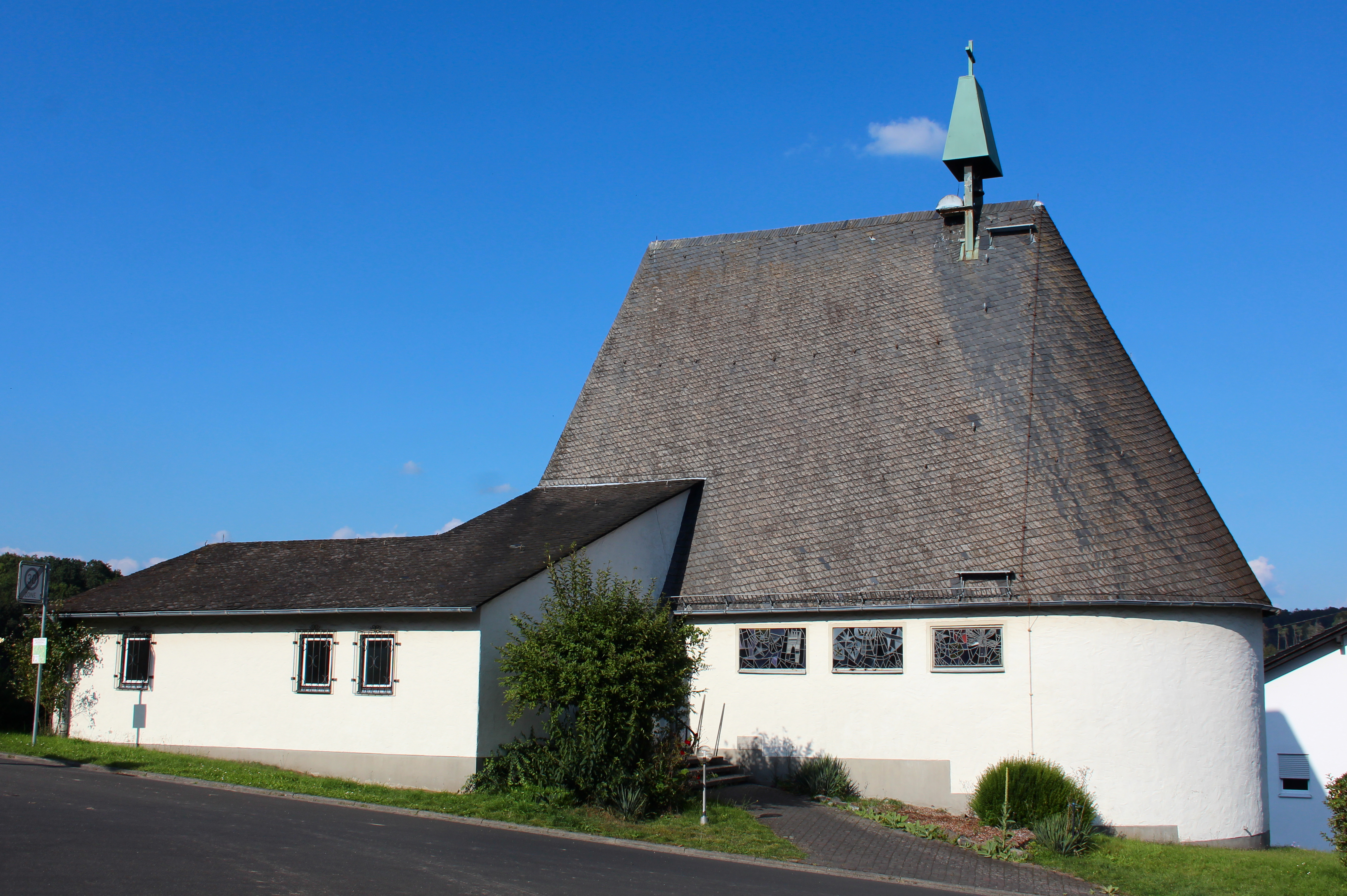
Die Herz-Jesu-Kapelle in Reckenthal

Reckenthal war immer Filialort der Pfarrei Montabaur. Im Ort stand eine kleine Fachwerkkapelle, deren Entstehung unbestimmt ist, aber spätestens aus der Mitte des 18. Jahrhunderts stammte. In einem Eintrag in der Schulchronik des Dorfs aus dem Jahre 1922 ist vermerkt, dass eine neue Glocke als Ersatz für die im Ersten Weltkrieg eingezogene Glocke angeschafft wurde und die alte Glocke aus dem Jahr 1756 stammte. Die Kapelle diente den Einwohnern von Reckenthal zum Gebet, andere Gottesdienste wurden in ihr nicht gehalten. Von 1898 bis 1952 war das Gnadenbild aus der Wallfahrtskirche in Wirzenborn in der Reckenthaler Kapelle aufgestellt.
Anstelle der Fachwerkkapelle wurde 1959/60 die heutige Herz-Jesu-Kapelle errichtet. Sie wurde 2023 profaniert.

### Schule
Anfang des 19. Jahrhunderts wurde in Reckenthal ein erstes Schulgebäude errichtet, das gemeinsam mit den Nachbargemeinden Bladernheim und Wirzenborn genutzt wurde. 1929 und 1964 folgten neue Schulgebäude. Seit 1972 gehen die Kinder nach Montabaur zur Schule. Reckenthal gehört zum Schulbezirk der Joseph-Kehrein-Grundschule.

### Kurhotel Waldesruhe
Das sogenannte „Spielmann´s Kurhotel Waldesruhe“ war vor allem in der ersten Hälfte des 20. Jahrhunderts eine beliebte Adresse bei Ausflüglern und ist seit einigen Jahren geschlossen. Es liegt im Gelbachtal, etwa einen Kilometer nordöstlich von der Ortslage Reckenthals unmittelbar an der Grenze zur Ortsgemeinde Holler.
2010 führte die Frage nach der Renovierung des Hotels zu einer Kleinen Anfrage der CDU-Landtagsabgeordneten Ulla Schmidt an den rheinland-pfälzischen Landtag. In der Anfrage wurde auf die „landespolitisch eine ruhmreiche Geschichte“ des Hotels hingewiesen, weil sich in dem Hotel 1947 die „Beratende Landesversammlung“ unter der Leitung von Adolf Süsterhenn und dem späteren Ministerpräsidenten des Landes, Peter Altmeier zu Beratungen über den Entwurf der Verfassung von Rheinland-Pfalz getroffen habe. Das Ministerium des Innern und für Sport lehnte eine Landesförderung zur Renovierung des Hotels ab und begründete dies u. a. damit, dass die maßgeblichen Sitzungen des „Verfassungsausschusses der Gemischten Kommission zur Gründung des Landes Rheinland-Pfalz“ in Koblenz und Bad Kreuznach stattgefunden hätten.

## Ortsbezirk
Der Ortsbezirk Reckenthal ist identisch mit der gleichnamigen Gemarkung, die dem früheren Gemeindegebiet von Reckenthal entspricht. Die Interessen des Ortsbezirks wurden durch einen Ortsbeirat und eine Ortsvorsteherin vertreten.

### Ortsbeirat
Der Ortsbeirat besteht aus drei Mitgliedern, die bei der Kommunalwahl am 9. Juni 2024 per Mehrheitswahl gewählt wurden, und der ehrenamtlichen Ortsvorsteherin als Vorsitzender.
In der Wahlperiode 2019 bis 2024 gab es zeitweise keinen Ortsbeirat. Zunächst bestand er aus den vorgesehenen drei Mitgliedern, die bei der regulären Kommunalwahl am 26. Mai 2019 per Mehrheitswahl gewählt wurden, und der damaligen Ortsvorsteherin als Vorsitzender. Da im Laufe des Jahres 2022 die Zahl der Ortsbeiratsmitglieder durch Wegzug unter die Hälfte der festgelegten Mitglieder sank und keine weitere Nachrücker zur Verfügung standen, setzte der Stadtrat für den 11. September 2022 eine Neuwahl an. Dieser Versuch der Neubesetzung scheiterte, da alle gewählten Personen die Wahl nicht annahmen. Nachdem der Ortsbeirat nicht mehr neu besetzt werden konnte, beschloss der Stadtrat von Montabaur am 15. November 2022, auf eine weitere Neuwahl zu verzichten und änderte die Hauptsatzung entsprechend. Im Vorfeld der Kommunalwahl 2024 wurde diese Änderung wieder rückgängig gemacht, um eine Wahl zum allgemeinen Regeltermin zu ermöglichen.

### Ortsvorsteher
Swantje Aller wurde am 2. September 2024 Ortsvorsteherin von Reckenthal. Bei der Direktwahl am 9. Juni 2024 war sie als einzige Bewerberin mit einem Stimmenanteil von 52,9 % für fünf Jahre gewählt worden.
Mit der Amtseinführung von Swantje Aller endete eine zweijährige Vakanz. Zuletzt hatte Janine Best das Amt der Ortsvorsteherin am 28. August 2019 übernommen. Da bei der Direktwahl am 26. Mai 2019 kein Bewerber angetreten war, wurde sie gemäß der rheinland-pfälzischen Gemeindeordnung durch den Ortsbeirat gewählt. Durch die Auflösung des alten Ortsbeirats im Jahr 2022 war dann auch die Position der Ortsvorsteherin neu zu besetzen, da ihre Wahl 2019 durch diesen Rat erfolgt war. Weil bei der Wahl am 11. September für die Position des Ortsvorstehers erneut kein Wahlvorschlag eingereicht wurde, oblag die Neuwahl gemäß der Gemeindeordnung beim neuen Ortsbeirat, der aber nicht gebildet werden konnte (siehe oben). Janine Best legte daraufhin ihr noch kommissarisch weitergeführtes Ehrenamt nieder. Der Erste Stadtbeigeordnete Gerd Frink übernahm bis zur Amtseinführung der neuen Ortsvorsteherin im Jahr 2024 die Rolle als „Vermittler zwischen dem Dorf, der Stadt und der Verwaltung“. Bests Vorgängerinnen als Ortsvorsteherin waren seit 2014 Swantje Schatz und zuvor Christine Kraus.

## Sehenswürdigkeiten
- Siehe auch Liste der Kulturdenkmäler in Montabaur
- Der Ortskern von Reckenthal ist als Denkmalzone ausgewiesen. Diese umfasst Fachwerkbauten des 17. und 18. Jahrhunderts, einen Laufbrunnen und einen Pumpbrunnen, beide aus dem 19. Jahrhundert.
- Ein Teil des Rundwanderweg der Holzbildhauer-Kunst Gelbachtal führt durch die Ortschaft.

## Infrastruktur
- Reckenthal ist über die Landesstraße L 313 mit der Innenstadt von Montabaur und in südlicher Richtung mit den Montabaurer Stadtteilen Bladernheim und Ettersdorf verbunden. Die Kreisstraße K 161 verbindet mit der Ortsgemeinde Heilberscheid.
- Der Dorfgemeinschaftsverein Reckenthal richtet die Kirmes und andere örtliche Feiern aus.